# Haval H7
Der Haval H7 ist ein SUV der zum chinesischen Automobilhersteller Great Wall Motor gehörenden Marke Haval.

## H7 (2016–2021)
| Sterne im C-NCAP-Crashtest (2017) |

Das Fahrzeug debütierte im April 2013 als Konzeptfahrzeug auf der Shanghai Auto Show, zwei Jahre später wurde dort eine erste Serienversion gezeigt. Neben dem fünfsitzigen Haval H7 präsentierte der Hersteller mit dem Haval H7L eine um rund 20 Zentimeter verlängerte siebensitzige Version. Die finale Version des Haval H7 wurde auf der Guangzhou Auto Show im November 2015 präsentiert und kam am 25. April 2016 in China auf den Markt.
Das SUV war in China in einer „Red Label“-Variante und einer „Blue Label“-Variante erhältlich. Diese lassen sich unter anderem am Kühlergrill voneinander unterscheiden. Die „Label“-Strategie führte Haval für den H7 Anfang 2017 ein, die bis dahin angebotene Version des SUV entsprach der „Blue Label“-Variante.

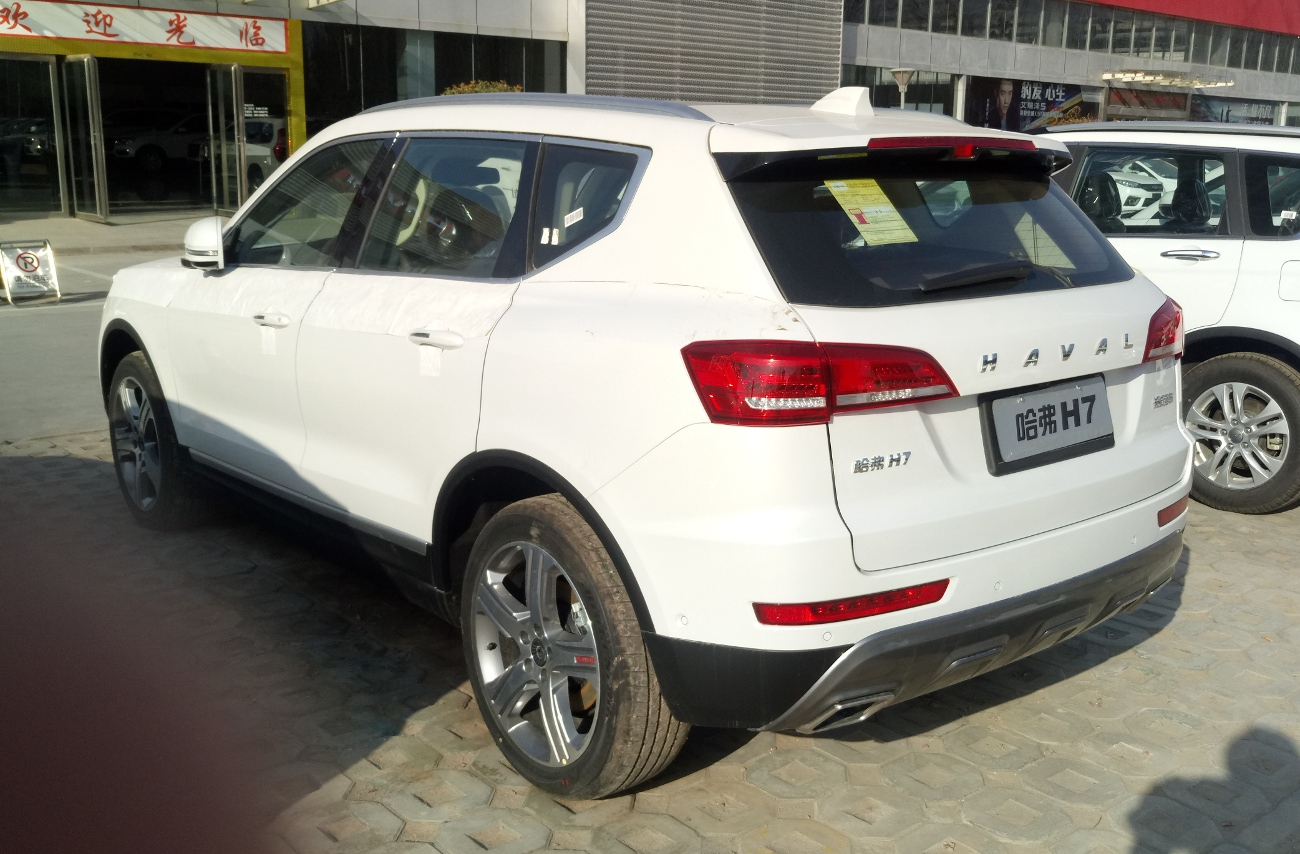
Heckansicht
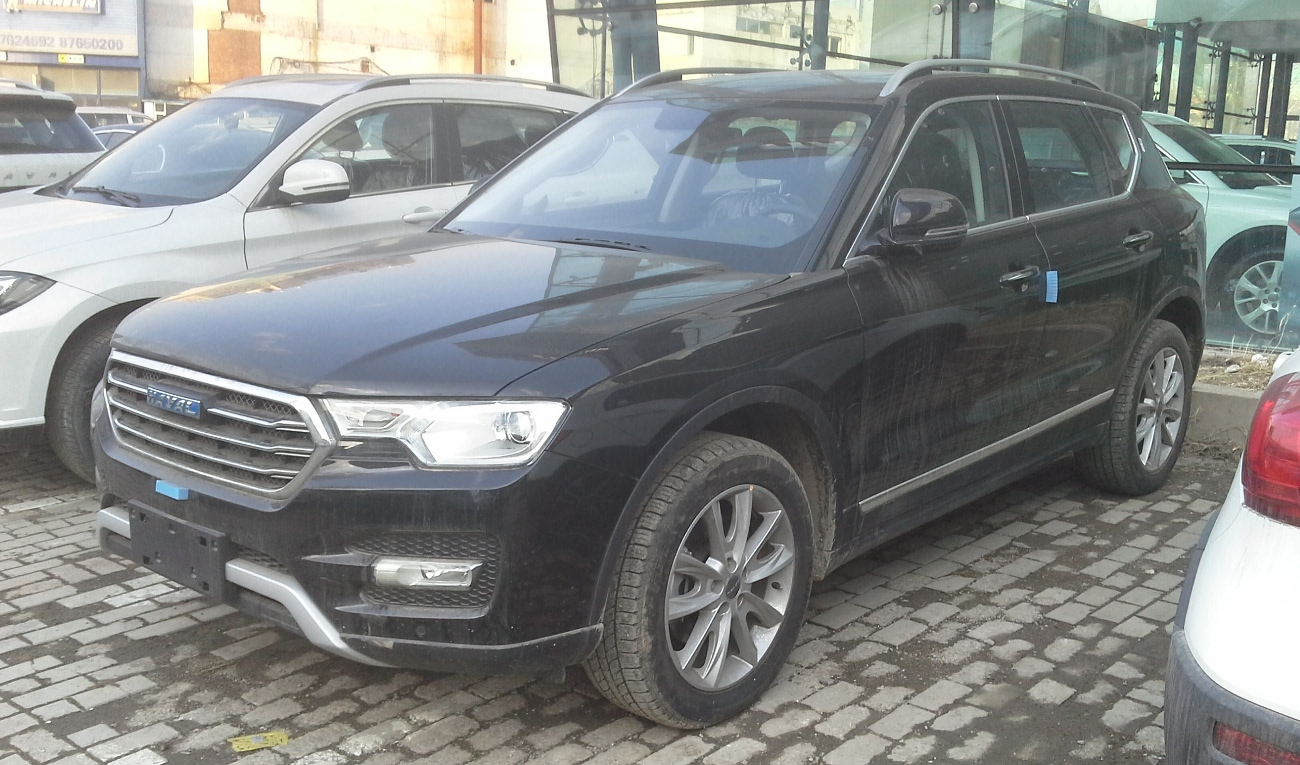
Haval H7 Blue Label
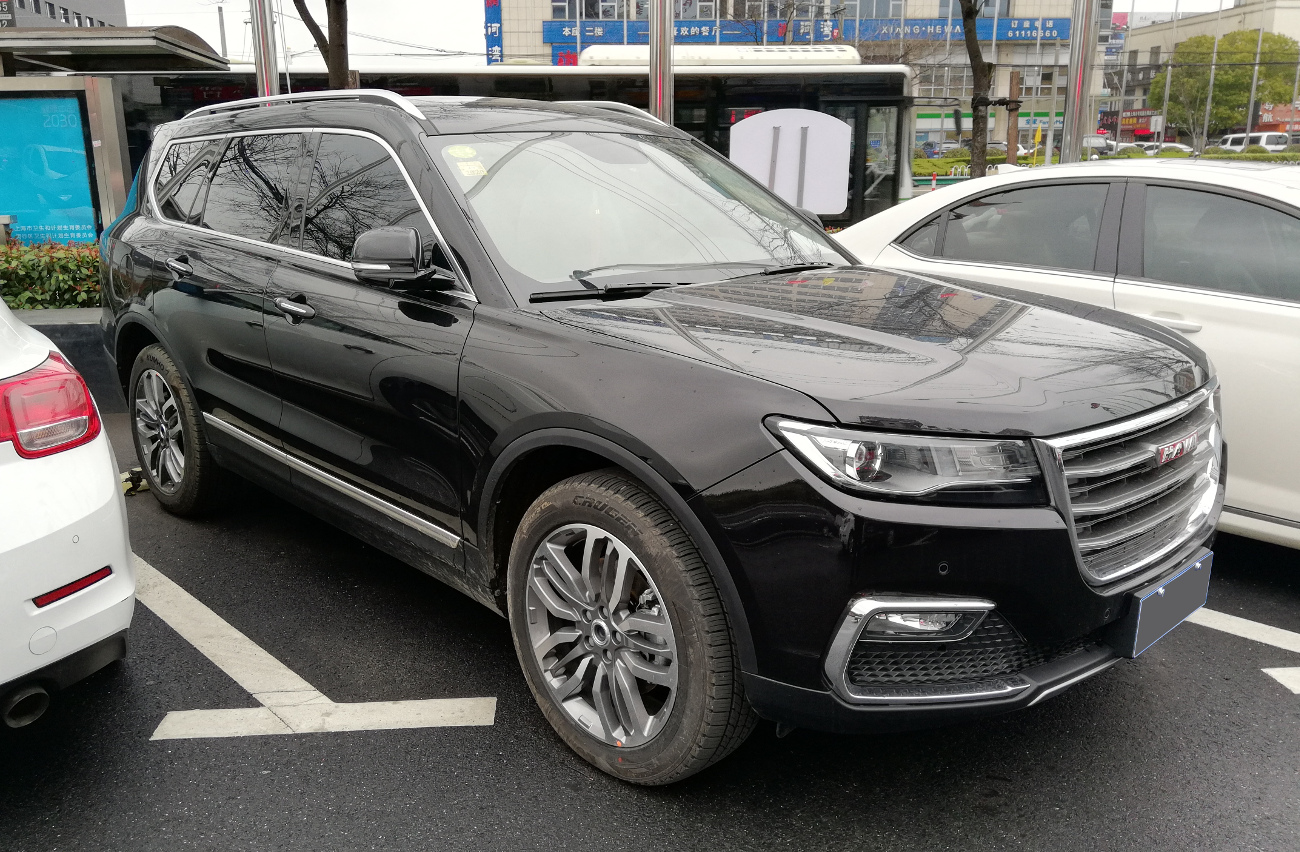
Haval H7L Red Label
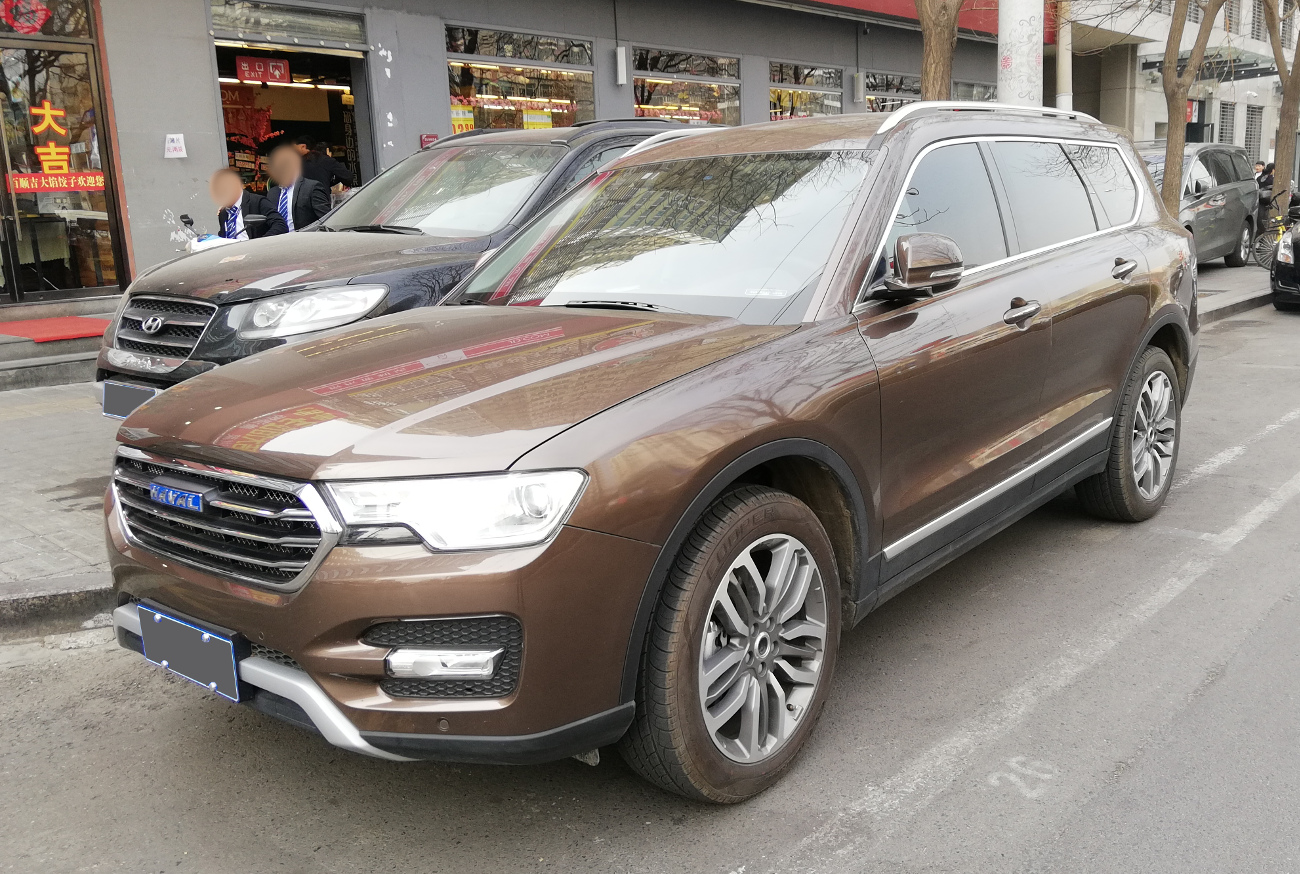
Haval H7L Blue Label

### Technische Daten
Den Antrieb des allradgetriebenen SUV übernimmt ein 170 kW (231 PS) starker Zweiliter-Ottomotor, der auch im Wey VV7 zum Einsatz kommt. Ab Juli 2019 erfüllt dieser Motor die Abgasnorm China VI. Die Leistung sinkt auf 167 kW (227 PS).
|                                             | H7 2.0                           | H7 2.0                                                                            | H7L 2.0                                                                           |
| Bauzeitraum                                 | 07/2019–03/2021                  | 04/2016–07/2019                                                                   | 04/2016–07/2019                                                                   |
| Motorkenndaten                              |                                  |                                                                                   |                                                                                   |
| Motortyp                                    | R4-Ottomotor                     | R4-Ottomotor                                                                      | R4-Ottomotor                                                                      |
| Hubraum                                     | 1967 cm³                         | 1967 cm³                                                                          | 1967 cm³                                                                          |
| max. Leistung bei min−1                     | 167 kW (227 PS) / 5500           | 170 kW (231 PS) / 5500                                                            | 170 kW (231 PS) / 5500                                                            |
| max. Drehmoment bei min−1                   | 385 Nm / 1800–3600               | 355 Nm / 2200–4000                                                                | 355 Nm / 2200–4000                                                                |
| Kraftübertragung                            |                                  |                                                                                   |                                                                                   |
| Antrieb, serienmäßig                        | Allradantrieb                    | Allradantrieb                                                                     | Allradantrieb                                                                     |
| Getriebe, serienmäßig                       | 7-Stufen-Doppelkupplungsgetriebe | 6-Stufen-Doppelkupplungsgetriebe (seit 03/2019: 7-Stufen-Doppelkupplungsgetriebe) | 6-Stufen-Doppelkupplungsgetriebe (seit 03/2019: 7-Stufen-Doppelkupplungsgetriebe) |
| Messwerte                                   |                                  |                                                                                   |                                                                                   |
| Höchstgeschwindigkeit                       | k. A.                            | 205 km/h                                                                          | 200 km/h                                                                          |
| Beschleunigung, 0–100 km/h                  | 8,8 s                            | 9,0 s                                                                             | 9,6 s                                                                             |
| Kraftstoffverbrauch auf 100 km (kombiniert) | 7,7 l Super                      | 8,5 l Super (seit 03/2019: 8,0 l Super)                                           | 8,5 l Super (seit 03/2019: 8,0 l Super)                                           |
| Tankinhalt                                  | 65 l                             | 65 l                                                                              | 65 l                                                                              |

## H7 (seit 2025)

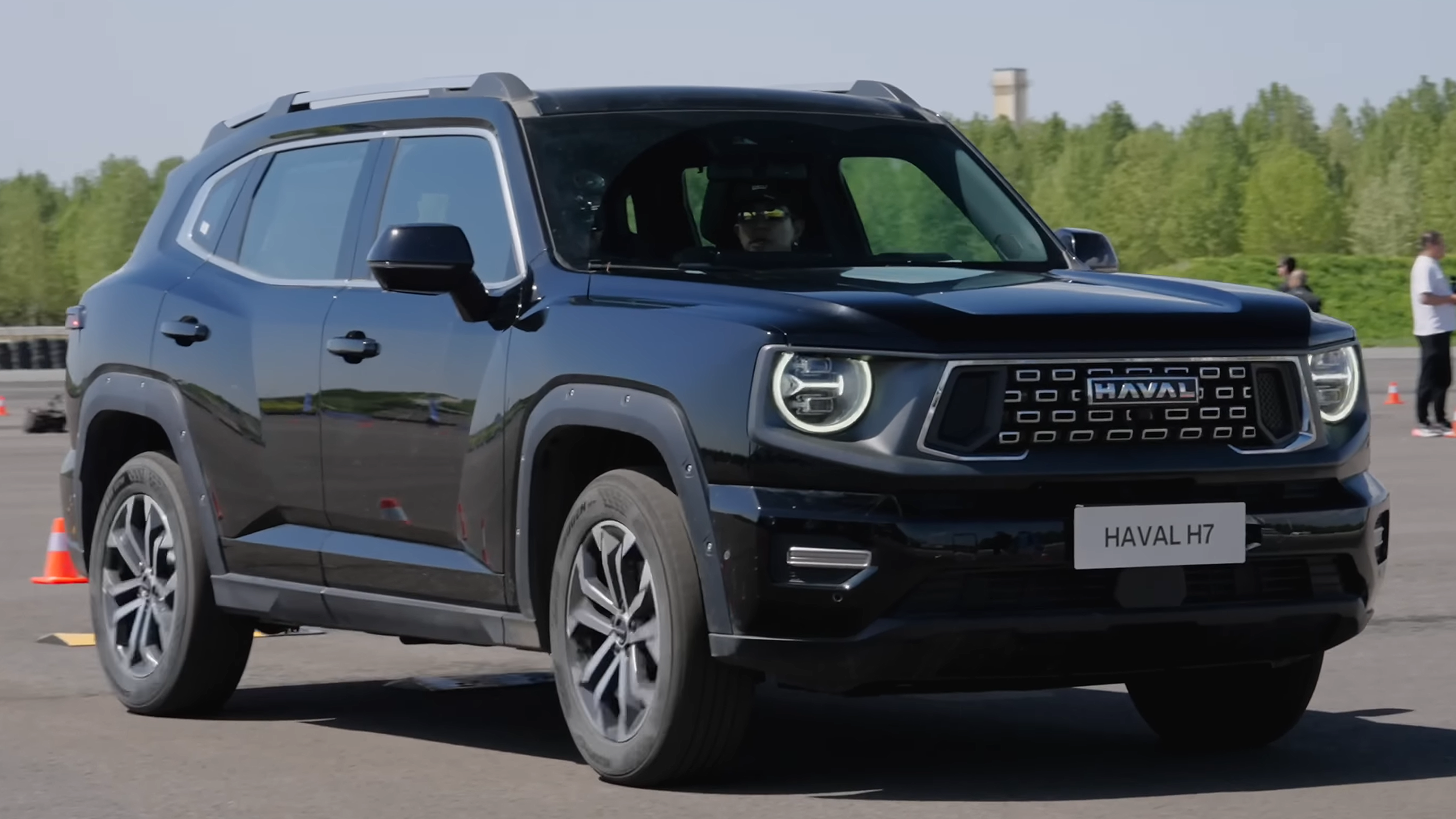
Haval H7 (seit 2025)

Der Haval H-Dog wird auf Exportmärkten wie Südafrika oder Russland seit 2025 als Haval H7 angeboten.